# Doireann Ní Ghríofa
Doireann Ní Ghríofa (Galway, 1981) è una scrittrice e poetessa irlandese.

## Biografia
Nata nel 1981 a Galway e cresciuta nel villaggio di Kilnamona nella Contea di Clare, ha studiato irlandese alla Gaelcholáiste an Chláir e ha conseguito un B.A. in psicologia applicata nel 2002 e un M.A. in insegnamento nel 2010 all'University College Cork.
Ha pubblicato le sue prime raccolte di liriche in lingua irlandese, Résheoid e Dúlasair, rispettivamente nel 2011 e nel 2012, mentre la terza collezione di poesie, Dordéan, do Chroí / A Hummingbird, your Heart uscita nel 2014, è stata composta in inglese e irlandese.
Autrice di altre 5 raccolte di poesie e di un romanzo, Un fantasma in gola, pubblicato nel 2020, nel corso della sua carriera è stata insignita di numerosi riconoscimenti.

## Opere

### Raccolte di poesie
- Résheoid (2011)
- Dúlasair (2012)
- Dordéan, do Chroí / A Hummingbird, your Heart (2014)
- Clasp (2015)
- Oighear (2017)
- Singing, Still - A Libretto for the 1847 Choctaw Gift to the Irish for Famine Relief (2017)
- Lies (2018)
- To Star the Dark (2021)

### Romanzi
- A Ghost in the Throat, Dublin, Tramp Press, 2021, ISBN 978-19-164-3427-1

## Traduzioni in italiano
- Un fantasma in gola (A Ghost in the Throat), trad. ital. di Claudia Durastanti, Milano, Il Saggiatore, 2022, ISBN 978-88-428-2965-2
- Bugie (Lies) trad. ital. di Antiniska Pozzi e Marco Sonzogni, Milano, Biblion Edizioni, 2024, ISBN 978-88-3383-388-0

## Premi e riconoscimenti
Premio Rooney per la letteratura irlandese
- 2016 vincitrice[7]

Premio Ostana - Scritture in Lingua Madre
- 2018 vincitrice nella categoria "Giovani"[8]

Irish Book Awards
- 2020 vincitrice nelle categorie "Saggio" e "Libro dell'anno" con Un fantasma in gola[9]

James Tait Black Memorial Prize
- 2020 vincitrice nella categoria "Biografia" con Un fantasma in gola[10]